# NGC 6082
NGC 6082 је ознака објекта на координатама са ректансцензијом 16h 15m 36,0s и деклинацијом - 34° 14" 36'. Открио га је Џон Хершел, 7. јуна 1837. Каснијим посматрањима на том положају није уочен никакав астрономски објекат.